# Endotrichella lepida
Endotrichella lepida är en bladmossart som beskrevs av C. Müller 1872. Endotrichella lepida ingår i släktet Endotrichella, klassen egentliga bladmossor, divisionen bladmossor och riket växter. Inga underarter finns listade i Catalogue of Life.